# August Maxmilián z Thurn-Taxisu
August Maxmilián (často jen Max) kníže z Thurn-Taxisu (německy August Max, Fürst von Thurn und Taxis; 22. dubna 1794 Praha – 24. ledna 1862 Mnichov) byl německý šlechtic z rodu Thurn-Taxisů a bavorský generálmajor.

## Život
August Maria Maxmilián, kníže z Thurnu a Taxisu (August Maria Maximilian, Fürst von Thurn und Taxis), se narodil 22. dubna 1794 v Praze jako druhý syn císařského komorníka a generálmajora knížete Maxmiliána Josefa z Thurn-Taxisu z mladší linie rodu Thurn-Taxisů, která od 16. století držela licenci generální poštovní služby v říši a Nizozemsku a jeho manželky kněžny Eleonory, rozené z Lobkovic.
Mladý August Max byl vychován učiteli a na žádost otce obdržel 9. června 1805 od bavorského kurfiřta Maxmiliána I. hodnost kapitána pěchoty à la suite. Jelikož však byl pro plnění služby ještě příliš mladý, do armády nastoupil až na podzim roku 1810. Byl přidělen neprve k 1. osobnímu pluku gardistů v Mnichově a v květnu 1811 přeložen na post křídelního pobočníka pěchoty, kde sloužil v bezprostřední blízkosti krále Maxe Josefa.
Z této služby byl uvolněn, aby se zúčastnil ruského tažení v roce 1812 jako důstojník generálního štábu hraběte Karla Filipa von Wrede, velitele bavorského II. armádního sboru (20. armádní divize francouzské Grande Armée). Armádním rozkazem z 15. září 1812 byl August Max v Polocku povýšen na majora. Zde mimo jiné sloužil jako styčný důstojník francouzských maršálů Laurenta Gouviona de Saint-Cyr, Étienna MacDonalda a Berthiera. V tomto tažení bavorské jednotky utrpěly velmi vysoké ztráty.
Po porážce a ústupu Grande Armée v polovině ledna 1813 a po návratu do Mnichova kníže Thurn-Taxis nadále působil jako Wredeův styčný důstojník na francouzském velitelství v Drážďanech (zde jej císař Napoleon pověřil předáním zprávy o francouzském vítězství v bitvě u Drážďan bavorskému králi). Později - po přechodu Bavorska do protinapoleonského spolku v témže roce - byl důstojníkem pruských generálů Blüchera a Yorcka a rakouského polního maršála Schwarzenberga.
Na podzim roku 1814 doprovázel knížete Wreda, coby bavorského zmocněnce, na vídeňský kongres. Po dobu nadcházejícího tažení proti Francii byl přidělen k pruskému velitelství a v této funkci se zúčastnil bitvy u Waterloo.
Po svém návratu z Francie se kníže Taxis zúčastnil kongresu v Cáchách (29. září – 21. listopadu 1818) ve funkci bavorského královského zmocněnce. Na podzim roku 1822 již v hodnosti plukovníka byl jmenován zmocněncem při vojenské komisi Německé konfederace. Jeho způsob hlasování se však odchýlil od záměrů bavorské vlády ohledně výstavby pevností Ulm a Rastatt však vedl 24. března 1824 k jeho odvolání. V létě 1827 jej král Ludvík znovu jmenoval vojenským zmocněncem, ale na podzim 1829 byl této funkce opět zbaven.
Po návratu do Mnichova měl kníže nastoupit do své někdejší funkce královského pobočníka, požádal však o propuštění, kterému bylo 14. září 1830 vyhověna. Svou vojenskou kariéru zakončil v hodnosti generálmajora à la suite.
Kníže August Maria Maxmilián, kníže z Thurnu a Taxisu zemřel 24. ledna 1862 v Mnichově a byl pohřben na tamním novém hřbitově.

## Spisy
- Jeho zápisky z vojenských tažení v letech 1812 až 1815 "Aus drei Feldzügen 1812 bis 1815. Erinnerungen des Prinzen August von Thurn und Taxis." byly zveřejněny posmrtně v roce 1912 v Lipsku